# Frank Kriz
Frank Josef Kriz (New York, 26 mars 1894 - New York, 11 janvier 1955) est un gymnaste américain.

## Palmarès

### Jeux olympiques
- Anvers 1920

- Paris 1924
  -  médaille d'or au saut de cheval.

- Amsterdam 1928